# Mediterrane winde
De mediterrane winde (Convolvulus althaeoides) of heemstbladige winde is een plant uit de windefamilie (Convolvulaceae). Het is een overblijvende, kruipende of klimmende plant met bruine, afstaande (subsp. althaeoides) of liggende (subsp. tenuissimus) beharing. De stengels van de plant worden tot 1 m lang. De bladeren zijn afwisselend geplaatst, gesteeld, hartvormig en 2-3 cm lang. De onderste bladeren zijn ingesneden en gelobd, de bovenste bladeren zijn onregelmatig, ondiep gelobd met brede segmenten bij subsp. tenuissimus en diep gelobd met smalle segmenten bij subsp. althaeoides.
De mediterrane winde bloeit van april tot juni. De bloemen groeien met een tot drie stuks aan bladokselstandige, tot 6 cm lange stelen. Ze zijn breed-trechtervormig, 2,5-4 cm lang, roze en bij de bloembodem donkerder gekleurd. De kelkbladeren zijn bij subsp. tenuissimus 4-7 mm lang en bij subsp. althaeoides 8-10 mm lang. De vruchten zijn kale doosvruchten.
De mediterrane winde komt van nature voor in Macaronesië en in Zuid-Europa in het Middellandse Zeegebied. De soort komt voor in cultuur- en braakland, droge weiden en wegbermen.